# Félix Struye-Provoost

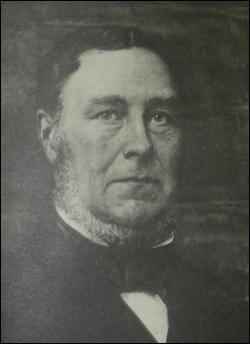

Félix François Désiré Struye-Provoost (Ieper, 23 april 1800 – 9 augustus 1870) was lid van het Belgisch Nationaal Congres.

## Levensloop
Struye behoorde tot een familie die al sedert verschillende generaties in en rond Ieper actief was. De eerste bekende voorvader was een Struye die in 1465 in Elverdinge geboren was. In de loop van de eeuwen hadden dorpspastoors duidelijk een probleem met de naam Struye, want in de parochieboeken vindt men hem als Struyve, Struwe, Struy, Streveye, Struus en zelfs Truu of True.
De ouders van Felix-François waren advocaat Jacobus Struye, heer van Swielande (1767-1825), schepen van Ieper en Geneviève de Patin de Letuwe, die zeven kinderen hadden. Geneviève was een dochter van Joseph de Patin (1733-1792), heer van Letuwe en schepen van Ieper. Felix Struye zelf was handelaar en eigenaar van beroep. Hij werd door het arrondissement Ieper verkozen als plaatsvervangend lid voor het Nationaal Congres. Vanaf 1 maart 1831 zetelde hij effectief, in opvolging van François de Langhe. Hij stemde voor Leopold van Saksen Coburg en voor de aanvaarding van het Verdrag der XVIII artikelen. Hij behoorde tot de conservatieve katholieken. Hij kwam niet tussen tijdens de discussies in openbare zitting.
Struye was getrouwd met Seraphine Provoost (1800-1831), vandaar de gebruikelijke naam Struye-Provoost. Na haar vroegtijdige dood in het kinderbed, bleef hij achter met twee dochters en twee zoons. De oudste zoon, Aloys Struye (1825-1897) trouwde met Marie-Anne Broers. Sedertdien werd hij meestal Struye-Broers genoemd. Hij was waarschijnlijk ook handelaar maar ging door het leven als 'eigenaar'. Hij was katholiek provincieraadslid van West-Vlaanderen van 1880 tot 1892. In Ieper was hij actief voor de katholieke scholen en voor de sociale woningbouw. Zijn zoon Félix Struye de Swielande (1871-1942) werd senator (1921-1925) en trouwde met barones Henriette de Bieberstein (1872-1947). Hij werd in 1908 in de adelstand opgenomen en mocht in 1932 aan zijn naam 'de Swielande' toevoegen. 
De tweede zoon van Felix-François Struye, Eugène Struye (1831-1910) werd in 1908 eveneens in de adelstand opgenomen. Hij was een kwarteeuw volksvertegenwoordiger (1876-1894) en senator (1894-1900), alsook schepen van Ieper. Hij bleef ongehuwd. 
Felix-François Struye had een jongere broer, Charles Struye (1809-1884) die trouwde met Charlotte Antoinette Coppieters de Gibson (1810-1857). Zij zijn de overgrootouders van Paul Struye (1896-1974) die advocaat was bij het Hof van Cassatie en vele jaren voorzitter van de Belgische Senaat. De banden van de Ieperse familie Struye met de Belgische politiek zijn derhalve talrijk en belangen verschillende generaties aan.